# کراش
کراش یا عشق نوجوانی یا عشق توله‌سگ یک اصطلاح غیررسمی برای احساسات عاشقانه است که اغلب در دوران کودکی و اوایل نوجوانی احساس می‌شود. این احساس یک شیفتگی است که معمولاً با ظاهر و جذابیت یک فرد در نگاه اول ایجاد می‌شود. این نام به دلیل شباهت آن به محبت پرستش آمیز است که ممکن است توسط یک توله سگ احساس شود. عشق جوانی معمولاً بین ۲ ماه تا ۲ سال طول می‌کشد و تصور می‌شود که توسط هورمون‌های نوجوانی تحریک می‌شود. با این حال، برخی از دانشمندان فکر می‌کنند که آغاز آن در نتیجه رشد طبیعی مغز در ابتدای دوران بلوغ شروع می‌شود.
این اصطلاح را می‌توان به شکلی تحقیرآمیز به کار برد، با فرض اینکه این رابطه در مقایسه با سایر اشکال عشق سطحی و گذرا است. با این حال، زیگموند فروید قدرت عشق اولیه را دست کم نگرفت و اعتبار «ضرب‌المثل دوام عشق‌های نخستین» را تصدیق کرد.

## خصوصیات
عشق نوجوانی یک تجربه رایج در فرایند بلوغ است. هدف دلبستگی ممکن است یک همسال باشد، اما این اصطلاح می‌تواند علاقه یک کودک به یک بزرگسال را نیز توصیف کند. اغلب، هدف شیفتگی کودک، فردی سال‌ها بزرگ‌تر از خودش است، مانند معلم، دوست خانواده، بازیگر یا نوازنده، که کودک وقت خود را با خیال‌پردازی در مورد او می‌گذراند.
کراش به عنوان یک تجربه بلوغ توصیف می‌شود که در آن به کودک احساس فردگرایی داده می‌شود زیرا آنها احساسات صمیمی را نسبت به شخصی که عضوی از خانواده خود نیست احساس می‌کنند.